# Анте Јурјевић
Анте Јурјевић Баја (Сплит, 6. септембар 1915 — Сплит, 19. децембар 2001) био је учесник Народноослободилачке борбе, друштвено-политички радник СФР Југославије и СР Хрватске, јунак социјалистичког рада и народни херој Југославије.

## Биографија
Рођен је 6. септембра 1915. године у Сплиту. После завршене основне школе, изучио је за механичара и запослио се у радионици Поморског саобраћаја. Још као млад радник приступио је револуционарном радничком покрету. У деветнаестој години примљен је у Савез комунистичке омладине Југославије, а после вишегодишњег револуционарног рада, 1939. постао је члан Комунистичке партије Југославије. После доласка Јосипа Броза Тита на чело КПЈ и формирања новог Покрајинског комитета КПХ за Далмацију, Јурјевић је радио на консолидовању и јачању партијске и скојевске организације у Сплиту.

### Народноослободилачки рат
После Априлског рата 1941, одмах је прешао у илегалност. Као члан Месног комитета КПХ за Сплит, био је задужен за рад партијских организација на железници, поморском саобраћају и у луци, и за организацију веза с партијским организацијама ван Сплита. У данима устанка, један је од руководилаца у организовању саботажа и диверзија у граду, и ударних група које су изводиле оружане нападе бомбама и пиштољима. Комунисти и скојевци су, под његовим руководством, у луци запалили велике трговачке бродове „Нико Метковић“ 21. августа и „Палермо“ 6. октобра 1941, магацин на обали, палили вагоне и онеспособљавали локомотиве. Крајем децембра 1941, у веома тешким условима борбе у граду, преузео је дужност секретара МК КПХ за Сплит. Ноћу, 6. фебруара 1942, италијански фашисти су изненада упали у илегални стан и на препад га ухапсили. Ухапшеног Јурјевића италијански фашисти су, дању и ноћу, непрекидно тукли, доводили пред њега малобројне провокаторе и теретили га као истакнутог партијског функционера. Он се храбро држао пред фашистима и ништа им није хтео рећи.
Дана 18. маја 1942, италијански фашисти су повели велику групу од 65 револуционара и бораца, на челу са секретаром ЦК КПХ Радом Кончаром, међу којима се налазио и Јурјевић, из сплитског затвора у Шибеник, пред фашистички Специјални војни суд. Десет дана Јурјевић је гледао како му најближе другове одводе на стрељање и сам очекујући смрт. Најзад, фашисти су га 1. јуна 1942. вратили у сплитски затвор и припремали за нова саслушања и мучења. У договору с МК КПХ за Сплит створен је план за бекство, који је успешно проведен. Јурјевић је партијским везама преко Солина пребачен на слободну територију. Октобра 1942, приликом повлачења из Ливна, био је тешко рањен и пренесен у болницу на падинама планине Шатора. После изласка из болнице, упућен је за партијског инструктора при Окружном комитету КПХ за Ливно, а потом при ОК КПХ за Книн, а затим је, у априлу 1943, ступио на дужност заменика политичког комесара Штаба групе НОП одреда за Далмацију. Јула 1943. био је постављен за секретара Окружног комитета КПХ за централну Далмацију, августа 1943. члан је Бироа Обласног комитета КПХ за Далмацију, а 1. септембра 1943. изабран је за организационог секретара Обласног комитета, и на тој дужности остао до маја 1945. године. Крајем августа 1944, поред одговорних партијских дужности, био је изабран за члана Извршног одбора Обласног НОО-а за Далмацију.

### Послератна каријера
После ослобођења Југославије, обављао је одговорне партијске дужности: био је организациони секретар Градског комитета КПХ Загреб и инструктор ЦК КПХ при Окружном и Градском комитету КПХ за Ријеку. Биран је за члана ЦК КПХ на Другом, Трећем, Четвртом и Петом конгресу, а на Шестом конгресу за члана Сталне конференције СКХ. За члана Централног комитета СКЈ биран је на Седмом, Осмом и Десетом конгресу Савеза комуниста Југославије. Радио је на дужности заменика министра индустрије Хрватске 1947, генералног директора Дирекције јужних бродоградилишта и генералног директора бродоградилишта „Сплит“. Биран је више пута за посланика у Сабору Хрватске и посланика у Савезној скупштини (1958—1969). Био је и члан Извршног већа Хрватске, те Савета федерације. Неко је време био и председник Хајдука (17. новембар 1949–30. децембар 1950).
Преминуо је 19. децембра 2001. у Сплиту, где је и сахрањен на гробљу Ловринац.
Носилац је Партизанске споменице 1941. и других југословенских одликовања и медаља, њих 21. Орденом народног хероја одликован је 27. новембра 1953. године, а Орденом јунака социјалистичког рада одликован је 7. новембра 1976. године.